# Phép đo sáng (thiên văn học)
Phép đo sáng là một kĩ thuật trong thiên văn học quan tâm đến việc đo đạc sự thay đổi liên tục, hoặc cường độ của phát xạ điện từ của vật thể thiên văn. Khi pháp đo sáng được thực hiện trên những dãi bước sóng lớn của sự phát xạ, khi không chỉ số lượng phát xạ mà còn sự phân số trên quang phổ của nó được đo đạc, thuật ngữ đo quang phổ được sử dụng.

## Phương pháp
Các phương pháp được sử dụng để thực hiện phép đo quang tùy thuộc vào bước sóng được nghiên cứu. Ở mức căn bản nhất, phép đo quang được tiến hành bằng ách tập hợp ánh sáng trong một chiếc kính viễn vọng, và rồi bắt giữ và ghi lại năng lương ánh sáng với một thiết bị nhạy với ánh sáng.